# Kháng nguyên tương thích mô phụ

Kháng nguyên tương thích mô phụ (minor histocompatibility antigen) là các kháng nguyên gây thải mảnh ghép qua cơ chế trung gian tế bào, nhưng chúng không có những đặc tính của phức hợp tương thích mô chính (MHC). Việc xác định một kháng nguyên MHC phụ thuộc một phần vào vị trí gene mã hoá phân tử và một phần vào cấu trúc đặc trưng loại I và loại II của kháng nguyên.
Trước đây trong thời gian dài người ta cho rằng kháng nguyên tương thích mô phụ là các glycoprotein bề mặt tế bào có quan hệ allele, giống về bản chất nhưng khác về độ mạnh so với MHC. Ngày nay kháng nguyên tương thích mô phụ được định nghĩa dựa trên cơ sở thải mảnh ghép qua trung gian tế bào - chúng là peptide của protein tự thân và được trình diện bởi các phân tử MHC. Như vậy kháng nguyên tương thích mô phụ tương tự với kháng nguyên xâm nhập từ bên ngoài - các mảnh peptide được trình diện bởi phân tử MHC để gây đáp ứng tế bào T. Dĩ nhiên là mỗi cá thể dung nạp với protein của chính mình, và đáp ứng miễn dịch chỉ xảy ra đối với peptide có quan hệ allele của cá thể khác.
Mặc dù đến nay đã phân lập được một số peptide biểu hiện kháng nguyên tương thích mô phụ, người ta vẫn chưa biết nhiều về bản chất protein mà chúng xuất phát. Các protein này không cần phải đại diện cấu trúc bề mặt tế bào, và thực tế chúng hiếm khi như vậy. Tuy nhiên, bất cứ protein tự thân nào có khác biệt về allele cũng vẫn có thể xem như có chức năng kháng nguyên tương thích mô phụ nếu các mảnh peptide có khả năng được trình diện bởi MHC trong quá trình sinh miễn dịch.
Các kháng nguyên không phải MHC có thể gây thải mảnh ghép không chỉ bao gồm kháng nguyên tương thích mô phụ, mà một số kháng nguyên khác cũng đóng vai trò trong thải mảnh ghép như kháng nguyên đặc hiệu mô, kháng nguyên nhóm máu, các glycoprotein nội mô khác (ngoài kháng nguyên nhóm máu), glycoprotein đặc hiệu loài, Hh locus (hybrid histocompatibility - tương thích mô lai, quan trọng trong ghép tuỷ xương).